# 布赛娜·沙班
布赛娜·沙班（阿拉伯语：‎，1953年—）是叙利亚女性学者、作家暨政治人物，现任叙利亚总统巴沙尔·阿萨德的政治和新闻顾问。她从2003年至2008年出任阿拉伯叙利亚共和国首任侨民事务部长，被誉为叙利亚“政权对外的门面”。

## 早年生活和教育
布赛娜·沙班生于叙利亚中部城市霍姆斯，16岁时成为执政的阿拉伯复兴社会党党员。后来她去英国留学，在华威大学获英语文学专业哲学博士学位。
她已婚，有两个女儿和一个儿子。

## 职业生涯
沙班最初先后担任叙利亚父子总统哈菲兹·阿萨德与巴沙尔·阿萨德的翻译员。老阿萨德总统在世时，她成为叙利亚外交部的一名顾问。巴沙尔继任后，她成为叙外交部新闻司司长和发言人，并于2003年被任命为叙利亚侨民事务部的第一位部长，“设立这一新职位的目的是为了吸引富有的海外叙利亚侨民——或者至少是他们的财富——回到叙利亚”。2008年起她不再担任侨民事务部长，转任巴沙尔总统的政治和新闻顾问。1985年至2003年，她在大马士革大学英语系担任教授，讲授浪漫主义诗歌。2000年她以富布赖特学者身份赴美国杜克大学交流学习。
伊拉克战争期间，作为叙利亚外交部发言人的沙班指美军杀死伊拉克前总统萨达姆·侯赛因的两个儿子乌代和库赛可能是为了掩盖美国曾与萨达姆政权进行政治交易的秘密。在2005年情人节（2月14日）黎巴嫩前总理拉菲克·哈里里遇刺后，沙班在英文媒体上表现特别突出，她接受了数次电视采访并撰写了一些文章抨击联合国对叙利亚涉及哈里里遇刺案的讨论，坚持认为以色列和美国应为哈里里的遇害负责。
叙利亚内战爆发后，美国于2011年8月对包括沙班在内的数名叙利亚官员实施制裁，指他们应为叙利亚政府镇压反政府示威者负责。内战进行到2013年后，沙班曾作为特使访问俄罗斯和印度，寻求两国对叙利亚政府的支持。

## 与叙利亚领导层的联系
沙班在叙利亚现政权中的崛起得益于她与布莎拉·阿萨德小姐的亲密友谊。沙班在大马士革大学授课时结识了在该校学习的阿萨德小姐，而阿萨德小姐正是已故叙前总统哈菲兹·阿萨德之女、现任总统巴沙尔·阿萨德的姐姐。有资料显示，正是沙班在1980年代晚些时候向阿萨德小姐介绍了阿塞夫·肖卡特，后来阿萨德小姐与肖卡特先生结婚，从此肖卡特平步青云，官至叙国防部副部长。

## 荣誉
2005年，沙班在埃及首都开罗阿拉伯国家联盟（阿盟）总部被阿盟授予“在政府任职的最杰出女性”荣誉称号。同年，她获诺贝尔和平奖提名。